# Ljustjärnen (Ockelbo socken, Gästrikland, 674746-155907)
Ljustjärnen är en sjö i Ockelbo kommun i Gästrikland och ingår i Testeboåns huvudavrinningsområde.